# Альт-Россгартенская кирха
Альт-Россгартенская кирха (нем. Altroßgärter Kirche) — лютеранская кирха в кёнигсбергском районе Россгартен. Первоначальное здание построено в 1623, новое — в 1692. После Второй мировой войны постепенно разбиралась. Окончательно разобрана в 1968 году.

## Описание
К началу XVII века в Россгартене назрела необходимость в строительстве своей кирхи, и в 1623 году было построено первое здание. Но уже 5 июня 1651 года на месте старой кирхи была заложена новая, строительство продолжалось до 1692 года. Здание долгое время не имело башни; она была построена только в 1693 году и состояла из 6 этажей. Алтарь изготовлен в 1677 году, исповедальня и купель для крещения сделаны в 1692 году, кованная церковная дверь установлена в 1712 году. Кирха имела 3 колокола, один из которых сделан в 1694. Внутри стоял великолепный орган работы немецкого мастера Адама Готтлоба Каспарини, выполненный в смешении стилей барокко и рококо.
Первым пастором Альт-Россгартенской кирхи стал Георг Вайсель, поэт и сочинитель церковных песен, закончивший теологический факультет Альбертины. Его самая известная песня: «Macht hoch die Tür, die Tor macht weit…» была напечатана в 1642 году уже после его смерти (1 августа 1635).
В кирхе был похоронен Генрих фон Валленродт, известный благодаря собранной им Валленродтской библиотеке, хранившейся в Кафедральном соборе.
В 1925 году интерьер кирхи дополнился установленными по обе стороны от входа обелисками в память о погибших в Первой мировой войне, в 1932 году в церкви проводились реставрационные работы.
В ходе Второй мировой войны здание не подверглось сильным разрушениям и оставалось пригодным для восстановления. Известен факт его хозяйственного использования в послевоенные годы. В начале 60-х кирха представляла собой лишь коробку из вполне сохранившихся стен. Притвор и ризница были разобраны. Башня сохранилась до 5 этажа. Затем она была разобрана до 3 этажа, а в 1968 остов кирхи был окончательно уничтожен.

## Местоположение
Прежний адрес: нем. Kirchenplatz 29-30